# Ožanka kalamandra
Ožanka kalamandra (Teucrium chamaedrys) je vytrvalá bylina z čeledi hluchavkovitých.

## Popis
Aromatická, stálezelená dřevnatějící vytrvalá bylina nebo polokeř, rostoucí do výšky 10–30 cm. Listy jsou vstřícné, vejčité, na okrajích vroubkované, bez palistů. Květy růžové, červené až karmínové s výrazným dolním pyskem a redukovaným horním pyskem kvetou v červenci až září. Opylovány jsou hmyzem. Plodem jsou 4 oválné tvrdky.

## Ekologie a rozšíření
Světlomilná rostlina, rostoucí na suchých, živinami chudších, převážně vápnitých půdách. Optimum svého výskytu nachází v suchých trávnících, na skalních výchozech, v lesních lemech, ve světlých teplomilných doubravách, křovinách a borových lesích. V České republice se vyskytuje převážně v termofytiku. Celkový areál zahrnuje většinu jižní a střední Evropy, na východě sahá po řeku Don, Kavkaz a Írán.

## Využití
Ožanka kalamandra je pěstována jako okrasná rostlina na zahradních záhonech nebo ve skalkách, suchých zídkách. Vyžaduje slunečné polohy, propustné půdy. Snese přísušky. Na stanovištích se ožanky rozmnožují oddenky nebo dobře klíčícími semeny, pěstitelé také používají dělení trsů nebo řízkování. 
V minulosti bývala využívána jako léčivka při problémech s trávením, vzhledem k možnému poškození jater při větších dávkách se však od jejího užívání časem upustilo. Při zánětech, aftech či revmatismu je však možné ji užívat zevně formou obkladů. 